# Árpád Abonyi
Árpád Abonyi (pseudonim literar: Csiba, n. 11 septembrie 1865, Barasszentkereszt – d. 25 iulie 1918, Budapesta) a fost un scriitor, poet și jurnalist maghiar.